# Stockard Channing
Stockard Channing, nome artístico de Susan Antonia Williams Stockard (Nova Iorque, 13 de fevereiro de 1944) é uma atriz estadunidense. Ficou conhecida pelo seu papel como Rizzo no filme Grease (1978).
Foi premiada com o SAG de melhor atriz em minissérie ou filme para televisão 
e com o Emmy de Melhor Atriz em Minissérie ou Telefilme em 2002 pelo trabalho em "The Matthew Shepard Story", baseado na vida de Matthew Shepard. No mesmo ano, ganhou também o Emmy de Melhor Atriz Coadjuvante em Série Dramática por The West Wing. Já nos cinemas, foi indicada ao Oscar de Melhor Atriz em 1994 por Six Degrees of Separation.